# Humbert av Toscana
Humbert av Spoleto, död 969, var en italiensk monark. Han var regerande markgreve i Toscana mellan 936 och 961. 